# Fee Wachsmuth
Fee Wachsmuth (* vor 1926) war eine deutsche Kinderdarstellerin in Filmen von Gerhard Lamprecht und Luise Heilborn-Körbitz, die von 1926 bis 1929 zu sehen war.

## Filmografie
- 1926: Die Unehelichen
- 1927: Schwester Veronica
- 1928: Der alte Fritz, 1. Teil: Friede
- 1928: Unter der Laterne
- 1929: Mutter Krausens Fahrt ins Glück